# Compañía de Comercio de Barcelona

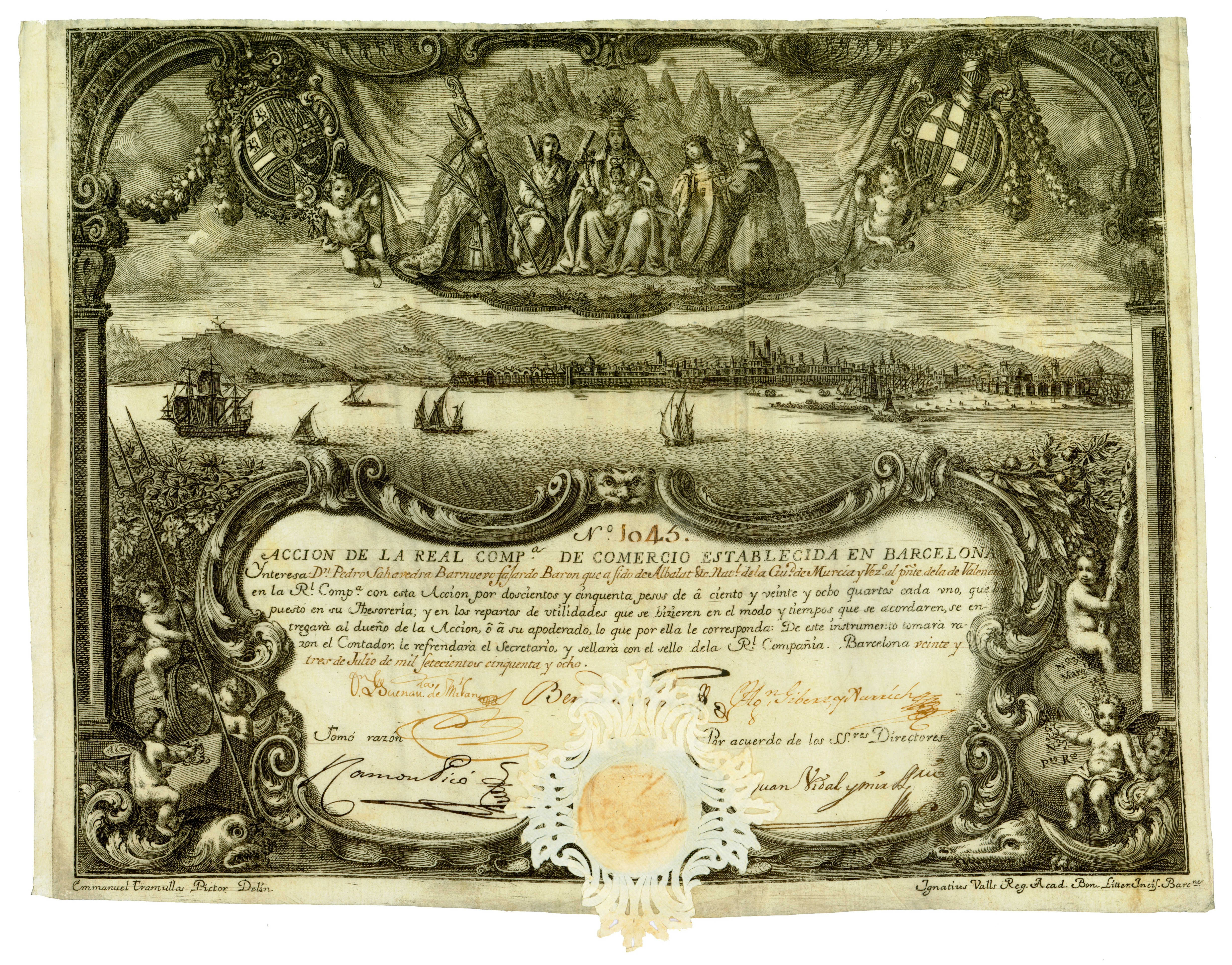
Participación de la Compañía de Comercio de Barcelona con fecha 23 de julio de 1758.

La Real Compañía de Comercio de Barcelona a Indias (en catalán: Companyia de Comerç de Barcelona) también conocida como la Compañía de Barcelona fue una sociedad mercantil fletada por la Corona de España y que operó de 1755 a 1785. Disfrutó de monopolio comercial con las islas caribeñas de Puerto Rico, Santo Domingo y Margarita. La compañía ofreció marco jurídico y capital para facilitar a los comerciantes catalanes sortear las restricciones del monopolio de Cádiz en el comercio con las Indias, facilitó contactos que permitieron el florecimiento del libre comercio entre Cataluña y las Américas tras la liquidación de la compañía, y contribuyó al desarrollo de la industria textil que constituiría la base de la posterior industrialización de Cataluña. La integración de la economía de Cataluña en el comercio internacional es la raíz de la experiencia excepcional de la industrialización catalana y el desarrollo de una economía cada vez más capitalista.

## Contexto histórico
Desde 1503, bajo la dinastía de los Austrias, el comercio con América se realizaba desde el puerto de Sevilla (y, tras 1717, desde Cádiz) en condiciones de monopolio que impedían a otras ciudades, Barcelona incluida, comerciar con las Américas, o las Indias, como entonces se las llamaba. 
A finales del siglo XVII los productos catalanes llegaban a las Indias a través del puerto de Cádiz. La situación fue gradualmente cambiando y a mediados de la década de 1740 había ya barcos que salían a cruzar el Atlántico completamente equipados desde Barcelona.: 104 
La Compañía de Barcelona fue una de un pequeño número de sociedades mercantiles que la dinastía Borbón fletó en el siglo XVIII, parte de ese reformismo borbónico que tenía como fin de modernizar el comercio español con las Américas: 100  para integrar las economías en la periferia del imperio americano y reducir la piratería y el contrabando que ingleses y franceses practicaban al este del Caribe.
Sociedades similares que también disfrutaron de privilegios comerciales (por lo que a veces se las llamaba ‘compañías privilegiadas’) fueron la Compañía Guipuzcoana de Caracas, la Compañía de Honduras, la Compañía de Sevilla y la Compañía de La Habana, todas tomando como modelo las sociedades comerciales establecidas en el siglo XVII por Inglaterra, Holanda y Francia. Además de a estas compañías también se otorgó privilegios reales a un número de manufacturas reales establecidas durante este periodo.

## Operaciones
La Compañía de Comercio de Barcelona obtuvo monopolio de comercio con las islas caribeñas de Puerto Rico, Santo Domingo y Margarita y también tenía autorización para realizar diez visitas anuales a puertos de Guatemala y Honduras, para comerciar con Cumaná (noreste de Venezuela) y, a nivel más restringido, con La Habana.: 104 
La Compañía exportó principalmente vino, aguadiente y chintz o indianas, un tipo de estampado sobre tela que se comenzaba a producir en fábricas de indianas en Barcelona a partir de 1738. Los productos importados más importantes fueron algodón, índigo, tintes, cacao, tabaco y azúcar.: 105 

El algodón y los tintes permitieron la producción de chintz que luego se reexportaba al mercado peninsular, además de venderse a las Américas. Ringrose escribe:
A diferencia de prácticamente todas las otras conexiones comerciales que estaban teniendo lugar, ésta prometía el tipo de interdependencia económica entre la industria peninsular y los mercados coloniales que buscaban los reformadores económicos mercantilistas.: 105 

## Disolución
En 1778, el rey Carlos III firmó la Reglamento del Libre Comercio entre España y las Américas que limitó el monopolio de la compañía. La compañía se vio afectada también al perder la mitad de sus barcos como consecuencia de la intervención española en la Guerra de Independencia de los Estados Unidos. La compañía se disolvió entre 1784 y 1785 para fusionarse con la Compañía Guipuzcoana de Caracas para formar la Real Compañía de Filipinas.

## Legado
La compañía proporcionó el marco jurídico y la posibilidad de conseguir la concentración de capital necesaria para romper el monopolio de Cádiz, lo que hubiera resultado muy difícil a través solo de la actuación de comerciantes individuales. Se crearon así las condiciones que permitirían más tarde el florecimiento del libre comercio con las colonias.: 104 ,: 13–15 
Se concentró así buena parte de la actividad económica del Principado de Cataluña en el comercio con las Américas, integrándose su economía con la economía de las colonias a través de una red de comerciantes especializados en las rutas transatlánticas y la construcción de una base de conocimiento, habilidad y contactos comerciales entre mercaderes que consideraron un viaje atlántico como una ocurrencia cotidiana.: 12 
Este comercio con América estimuló y alimentó la producción de las ya crecientes fábricas de indianas de Barcelona y, más tarde, procesos de hilatura y telares de paños de algodón (la Real Compañía de Hilados de Algodón se estableció en Barcelona en 1772 para hilar pacas americanas de algodón en bruto). Se considera que la industria textil constituyó el principal motor de la industrialización de Cataluña en el siglo XIX, aunque aún se debate hasta qué punto el comercio colonial contribuyó a este proceso.
Mientras que gran parte del imperio americano obtuvo su independencia en las primeras décadas del siglo XIX, Cuba, Santo Domingo y Puerto Rico continuaron bajo dominio español. Las relaciones comerciales con Cataluña que la Compañía de Barcelona había establecido continuaron, y el comercio de puertos españoles con las Antillas llegó a aumentar en un 300% entre 1850 y 1890: 133, 145 , hasta que España perdió finalmente estos territorios al finalizar la Guerra hispano-estadounidense en 1898.